# Стрелка (коса)
Коса Стрелка — коса на Тилигульском лимане, с 1974 года являющаяся общезоологическим заказником. Расположен в Березовском районе Одесской области, на восток от сёл Курисово и Каиры.
Площадь 394 га. Заказник создан согласно постановлению Совета Министров УССР от 28.10.1974 года № 500, переутверждён постановлением Совета Министров УССР от 07.01.1985 года № 5. Расположен на землях, подчинённых Петровскому государственному аграрному техникуму.

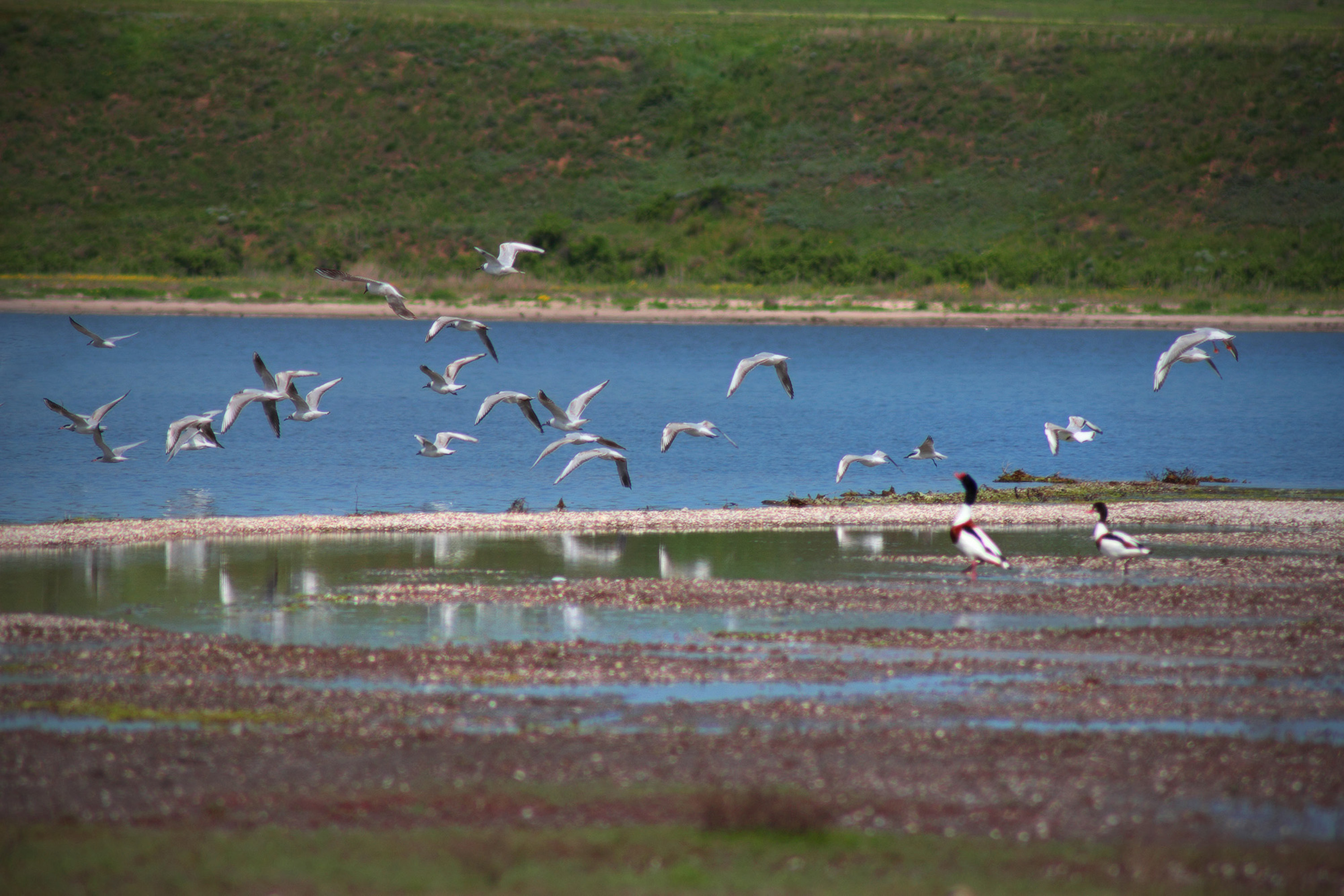
Птицы в заказнике

Заказник занимает территорию одноименной косы на побережье Тилигульского лимана, вблизи Каирского залива. На его территории: сельхозугодья, лесополосы, пойменные луга.
Заказник создан для охраны лиманного мелководье как места нагула и зимовки водоплавающих птиц на прилиманных склонах и косе Тилигульского лимана с 200-метровой полосой прилегающей акватории.
В заказнике встречается до 220 видов птиц, в том числе лебедь-шипун. Многие из них занесены в Красную книгу Украины, в том числе шилоклювка, а также малая крачка, речная крачка, пеганка, малая белая цапля, серая цапля, ходулочник. На зимовку сюда прилетают десятки тысяч северных птиц.
Здесь также водятся сибирская косуля, лисица, барсук, кролик дикий.